# أيتانا بونماتي
أيتانا بونماتي إي كونكا (من مواليد 18 يناير 1998) هي لاعبة كرة قدم إسبانية كاتالونية محترفة، تلعب في مركز وسط برشلونة في الدوري الإسباني لكرة القدم، ومنتخب إسبانيا لكرة القدم للسيدات كما مثلت أيضاً منتخب كتالونيا الوطني لكرة القدم للسيدات، فازت بالكرة الذهبية لعام 2023 وهي بعمر 25 عام من خلال تسجيلها ثلاثة أهداف بالبطولة، رشحت ضمن أفضل 100 امرأة ضمن قائمة بي بي سي عام 2023. ومنتخب إسبانيا الوطني. كما مثلت كتالونيا. بعد فوزها بجميع الجوائز الفردية والأندية الرئيسية المتاحة للاعب أوروبي بحلول عام 2023، بما في ذلك الموسم الأكثر تتويجًا بين جميع لاعبي كرة القدم على الإطلاق لموسم 2022-23، تُعتبر واحدة من أفضل لاعبات كرة القدم النسائية، وواحدة من أعظم اللاعبات على مر العصور.
انضمت بوناتي إلى برشلونة منذ عام 2012، حيث تطورت في لا ماسيا لمدة ست سنوات. تمت ترقيتها إلى الفريق الأول لبرشلونة قبل موسم 2016-17، شاركت في بعض المباريات كلاعبة بديلة مع النادي حتى موسمها الأكر تميزًا في 2018-19. فازت مع الفريق بخمسة ألقاب في الدوري، وستة ألقاب كأس ملكة إسبانيا لكرة القدم للسيدات، وخمسة ألقاب كأس السوبر الإسباني للسيدات، وأربعة ألقاب كأس كتالونيا للسيدات، وثلاثة ألقاب دوري أبطال أوروبا للسيدات، بما في ذلك ثلاث ثلاثيات ورباعيات قارية. اختيرت كأفضل لاعبة في نهائي دوري أبطال أوروبا للسيدات 2021 عندما فاز برشلونة بأول دوري أبطال أوروبا في عام 2021، قبل أن تصبح محور الفريق في موسم 2022-23 وموسم 2023-24، وحذت حذو زميلتها في الفريق أليكسيا بوتياس في الفوز بالعديد من الألقاب الفردية الكبرى في عامين متتاليين، حيث فازت بجائزة الكرة الذهبية للسيدات وجائزة أفضل لاعبة فيفا للسيدات في عامي 2023 و2024. 
حققت أيتانا بونماي على الصعيد الدولي نجاحاً مع منتخب إسبانيا لكرة القدم للسيدات تحت 17 عامًا، ومنتخب إسبانيا لكرة القدم للسيدات تحت 19 عامًا، ومنتخب إسبانيا لكرة القدم للسيدات تحت 20 عامًا. فازت في بطولتين من بطولات الاتحاد الأوروبي لكرة القدم للسيدات في فئة الشباب في 2015 وبطولة 2017، وحصلت على المركز الثاني في بطولتي كأس العالم للسيدات تحت 17 عامًا في بطولة 2014 وبطولة 2018. تم ضمها إلى المنتخب إسبانيا الأول للسيدات في عام 2017، وشاركت مع منتخب إسبانيا في 2019 وبطولة أمم أوروبا للسيدات 2022. لعبت بعد ذلك دور البطولة في كأس العالم للسيدات 2023، حيث فازت منتخب إسبانيا لكرة القدم للسيدات باللقب وفازت بجائزة الكرة ذهبية كأفضل لاعبة في البطولة، وفي نهائيات دوري الأمم الأوروبية للسيدات 2024، حيث فازت إسبانيا مرة أخرى وتم اختيارها كأفضل لاعبة في النهائي. في عام 2024، فازت بجائزة لوريوس العالمية للرياضة لـ لمرأة الرياضية للعام، وهي أول لاعبة كرة قدم تفوز بالجائزة.

## نشأتها
ولدت أيتانا بونماتي في 18 يناير 1998 في فيلانوفا إي لا غيلترو، عاصمة غراف، كاتالونيا، لوالديها فيسنت كونكا آي فاروس وروزا بونماتي غيدونيت. لقد نشأت في سان بير دي ريبس في الغراف. كان والداها مدرسين للغة والأدب الكاتالونيين، وقد غرسا فيها حب القراءة منذ سن مبكرة.
تشارك والداها في الحركة للتخلي عن عادات التسمية الإسبانية (التي كان يُدرج فيها لقب الأب أولاً)، لكن لم يكن القيام بذلك قانونيًا عندما ولدت بونماتي. سجلت والدتها في البداية كأم عزباء وكانت تُعرف باسم أيتانا بونماتي جيدونيت خلال أول عامين من حياتها، وخلال هذا الوقت شن والداها حملة ورفعوا قضية إلى البرلمان لتغيير اسم بونماتي، وطلبوا المشورة من الخبراء القانونيين لصياغة اقتراح لتغيير التشريع. في مايو 1999، عندما كانت إسبانيا على وشك تغيير القانون، ظهرت أمها روزا بونماتي في بون ديا، كاتالونيا لتقديم الحجة التي تدعم موقفها. تم تغيير القانون في أواخر عام 1999 وتم التصديق عليه في أوائل عام 2000، تعتبر أيتانا بونماتي واحدة من أوائل الأشخاص في إسبانيا الذين حصلوا على لقب أمها كلقب أول، ولقب أبيها (كونكا) كلقب ثانٍ. في عام 2023، كرمت بونماتي والديها قائلة "لقد قاتلتم من أجل التغيير ونجحتم، أحمل هذا النضال والمرونة في دمي".
والدها من فالنسيا وكان جزءًا من حزب استقلال دول كتالونيا حركة الدفاع عن الأرض، ويقال إنه عضو في جماعة شبه عسكرية القومية الكتالونية أرض الحرية؛ كان من بين الذين تم اعتقالهم وتعرضوا للتعذيب قبل دورة الألعاب الأولمبية الصيفية 1992 كجزء من عملية غارزون. وقد تمت تبرئته في المحاكمة الناتجة عن ذلك، وكان كونكا جزءًا من القضية التي شهدت إدانة الدولة الإسبانية في المحكمة الأوروبية لحقوق الإنسان لانتهاكها اتفاقية مناهضة التعذيب.
وبسبب آراء عائلتها الصريحة الماركسية والكاتالونية الاستقلالية، كانت بوناتي موضع انتقاد من أشخاص من مختلف الاتجاهات، بما في ذلك اليمين القوميون الإسبان والانفصاليون الاشتراكيون.
لعبت بونماتي كرة السلة في طفولتها، لكنها بدأت لعب كرة القدم في ساحة اللعب بالمدرسة وقررت أنها تفضل ذلك في سن السابعة. لاحظ والدها أنها تنافسية ومنتقدة لنفسها منذ أن كانت طفلة صغيرة، وكان قلقًا بشأن عدم استمتاعها باللعب بسبب تركيزها الشديد على تحقيق المزيد؛ قالت بونماتي في عام 2023 إنها "لم تكن سعيدة أبدًا بما أفعله لأنني أريد دائمًا المزيد"." إنها من مشجعي نادي برشلونة لكرة القدم طوال حياتها، وكانت تشاهد مباريات الرجال في أحد الحانات المحلية في ريبس في طفولتها. بعد اللعب في فرق الأولاد المحلية، انضمت بونماتي إلى فريق برشلونة قسم الشباب في سن 13 عاماً، لتلعب في فرق الفتيات. في ذلك الوقت، لم يكن لدى قسم الشباب في قسم الفتيات مرفق سكني في الموقع، وكان عليها أن تسافر في وسائل النقل العام (برفقة والدها) في رحلة تستغرق ساعتين، حيث إن والدها لا يقود السيارة ووالدتها مصابة بـ الألم العضلي الليفي والإرهاق المزمن. كان مثلها الأعلى أثناء نشأتها هم لاعبي خط وسط برشلونة تشافي وأندريس إنييستا؛ بحلول عام 2023، أصبحت صديقة مقربة لتشافي، الذي كتب أنه فخور بأنها ورثت الحمض النووي لنادي برشلونة.
تتبع نظامًا غذائيًا نباتيًا مرنًا وتركز كثيرًا على الحصول على قسط جيد من الراحة. منذ أن كانت في الثالثة عشرة من عمرها، زارت طبيبًا نفسيًا "لتصبح جيدة مع نفسها"، وتدعو إلى الاهتمام بالصحة العقلية. تستمتع بونماتي أيضًا بالسفر كوسيلة للانفصال، وتذكر رحلة إلى فيتنام باعتبارها ذات تأثير عميق. درست النشاط البدني وعلوم الرياضة في جامعة رامون لول، وتخرجت في عام 2021، وبدأت دراسة الماجستير في إدارة الرياضة في معهد يوهان كرويف في سبتمبر 2022.

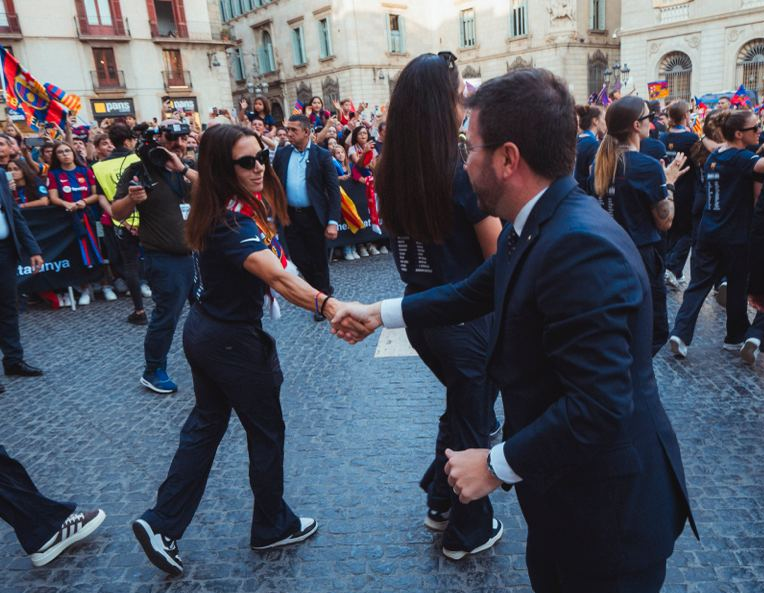
الرئيس الكاتالوني، بيري أراغونيس (يمين)، يلتقي بونماتي في مايو 2024

اللغة الأم لبوناتي هي الكاتالونية؛ وهي تتحدث أيضًا الإسبانية والإنجليزية. في عام 2023 عملت مع منصة دعم اللغة في حملة من أجل الاتحاد الأوروبي (الاتحاد الأوروبي) لمنح اللغة الكاتالونية وضعًا رسميًا في الاتحاد الأوروبي، وطلبت من بيتري أوربو، رئيس وزراء فنلندا، التصويت لصالح. كما تعمل بونماتي أيضًا في مجال النشاط لدعم وكالة الأمم المتحدة للاجئين.

## مسيرتها الكروية

### مسيرتها الكروية في مرحلة الشباب
انضمت بونماتي إلى فريق سي دي ريبس المحلي في السابعة من عمرها، ولعبت لمدة أربع سنوات حيث شهدت تطور مستواها بشكل ملحوظ. كان النادي يضم حوالي 400 شاب، وكانت بونماتي الفتاة الوحيدة من بينهم. بدأت مسيرتها الكروية في مركز الدفاع، نظرًا لبياضها البدني وجرأتها في التصدي، بالإضافة إلى "قدرتها على خطف الكرة وشن الهجمات التي أظهرت قوتها في الملعب". قارنها مدربها الأول بكارليس بويول، قلب دفاع برشلونة الأسطوري، لكنه مع ذلك نقلها إلى خط الوسط لتكون أكثر تأثيرًا في اللعب الهجومي.بعد تلك التجربة انتقلت إلى نادي آخر ولعبت لمدة عامين في نادي سي إف كوبيليس، لأنها أعجبت بأسلوب لعبهم؛ ما أحبته في كرة القدم هو الاستحواذ على الكرة واللمسات الجيدة، وهو أمر كانت قادرة عليه في كوبيليس. كانت أيضا الفتاة الوحيدة في فرق الشباب التي انضمت إليها، وقد سخر منها الشباب بسبب قصر قامتها. ومع ذلك، فقد كانت تحب اللعب في فرق الأولاد، معتقدة أن هذا يساعد في تحسين قوتها البدنية.

#### الانضمام إلى برشلونة
انضمت بونماتي إلى برشلونة في سن المراهقة، بدأت مسيرتها في صفوف فريق جوفينيل-كاديت، الذي كان حينها ثاني أعلى فريق تطوير للفتيات. في عام 2013، فازت بونماتي مع فريق جوفينيل-كاديت بالدوري وكأس كاتالونيا. في الموسم التالي فازت مجددًا بالدوري مع فريق جوفينيل-كاديت، دون أن يتلقى الفريق أي هزيمة. في نهائي مسابقة الكأس سجلت بونماتي ركلتها الترجيحية لكن خسر الفريق نهائي كأس كاتالونيا بركلات الترجيح بنتيجة 2-4 أمام سانت غابرييل. بالرغم من نجاحها تساءلت بونماتي هل يستحق الأمر كل هذا الجهد، نظرًا لإرهاق السفر والضغط النفسي. أثناء وجودها في أقسام الشباب، سمعت بونماتي عن احتراف كرة القدم النسائية في الولايات المتحدة، وخططت للذهاب إلى هناك لبدء مسيرة مهنية، وكانت تنوي الانضمام إلى برنامج جامعة أوريغون. في عام 2015 اعتمد نادي برشلونة احتراف فريق السيدات وهنا قررت بونماتي البقاء عدم مغادرة البلاد.
ترقيت بونماتي لتصبح لاعبة في برشلونة "ب" بعد عامين في النادي. خلال فترة وجودها مع الفريق "ب"، ظهرت بشكل نادر مع الفريق الأول في فترة ما قبل الموسم. طوال موسم 2015-2016، لعبت بونماتي دورًا مهمًا في الفوز ببطولة دوري الدرجة الثانية، المجموعة الثالثة لأول مرة في تاريخ النادي، مسجلةً أربعة عشر هدفًا. في نهاية الموسم، تم ضمها إلى الفريق الأول من قبل المدرب تشافي لورينز.

### برشلونة
ظهرت بونماتي لأول مرة مع الفريق الأول في نهاية موسم 2015–16 خلال ربع نهائي كأس ملكة إسبانيا 2016 ضد ريال سوسيداد للسيدات، حيث لعبت كمهاجمة وهمية وقدمت تمريرة حاسمة لباربرا لاتوري. واصلت المشاركة في البطولة كلاعبة بديلة، حيث دخلت في وقت متأخر من المباراة خلال نصف النهائي ضد ليفانتي وانتهت المباراة بفوز سيدات برشلونة بنتيجة 3–0. في مباراة النهائي شاركت بونماتي ضد أتلتيكو مدريد للسيدات، حيث حلت بديلة للاعبة غيما غيلي في مباراة التي انتهت بخسارة سيدات برشلونة بنتيجة 2–3.
في بداية موسم 2016–17، شاركت في مباراتي كأس كاتالونيا للسيدات، وسجلت فيهما أيضًا. انتهى النهائي ضد إسبانيول بفوز برشلونة 6–0، محققةً بذلك أول لقب كبير لبونماتي مع النادي. ظهرت لأول مرة في دوري أبطال أوروبا للسيدات في دور 32 ضد نادي مينسك لكرة القدم للسيدات. تم استخدام بونماتي بشكل محدود في موسمها الأول مع الفريق الأول، حيث شاركت في 13 مباراة في الدوري، ثلاث منها كأساسية وسجلت هدفين ضد نادي أويارتزون كيرول إلكارتيا. سجلت الهدف الرابع لبرشلونة في نهائي كأس ملكة إسبانيا 2017 وبفوز برشلونة على أتلتيكو مدريد في النهائي بنتيجة 4-1.
في موسم 2017-18، شاركت بونماتي بشكل محدود، معظمه في الدوري. وكان هدفها الوحيد هذا الموسم هو أول هدف لها على الإطلاق في دوري أبطال أوروبا في مباراة دور 16 ضد نادي جينترا يونيفرسيتيتاس الليتواني. دخلت بديلةً عن اللاعبة توني دوغان في نهائي كأس ملكة إسبانيا 2018، الذي امتد إلى الوقت الإضافي وانتهت بفوز فريق برشلونة، وتحقق بونماتي ثاني ألقابها مع النادي. كان موسم 2018–19 موسمًا مميزًا لبونماتي، حيث شاركت باستمرار مع الفريق الأول في إسبانيا. كما شاركت بانتظام في دوري أبطال أوروبا، وسجلت هدفًا واحدًا ضد غلاسكو سيتي في دور 16. وصل برشلونة إلى نهائي دوري أبطال أوروبا لأول مرة على الإطلاق عام 2019، بدأت بونماتي المباراة ضمن التشكيل الأساسي وعلى الرغم من خسارتها أمام نادي أولمبيك ليون الفرنسي بنتيجة 4-1، إلا أن لحظتها انتشرت على نطاق واسع عندما تفوقت على لاعبة الجناح الأيمن شانيس فان دي ساندين لمنع هجمة مرتدة. أنهى بونماتي موسمه بإثني عشر هدفًا في الدوري، ولعب جميع المباريات باستثناء خمس مباريات في جميع المسابقات.
على الرغم من وجود عرض من نادي بايرن ميونيخ الألماني، وقعت بونماتي عقدًا جديدًا مع نادي برشلونة صيف عام 2019، بموجبه يبقيها داخل أسوار النادي حتى عام 2022. لأدائها مع فريق برشلونة وإسبانيا في الموسم السابق، فازت بجائزة أفضل لاعبة كاتالونية للعام بنسبة 68٪ من الأصوات.
في عام 2020، شاركت في مباراتها رقم 100 مع برشلونة، حيث دخلت كبديلة ضد تاكون. بعد فترة وجيزة من الإصابة، تم استبدالها في مباراتي كأس السوبر الإسباني، بما في ذلك كأس السوبر الإسباني للسيدات 2019–20 الذي فاز به برشلونة على ريال سوسيداد للسيدات بنتيجة عشرة أهداف مقابل هدف. بعد أشهر، وبعد قرار الاتحاد الإسباني لكرة القدم تعليق موسم الدوري 2019-20 بسبب جائحة كوفيد-19، حصل برشلونة على اللقب، مما جعله أول لقب دوري لبونماتي مع النادي.
منتصف موسم 2020-21، لعبت بونماتي ضد لوغرونيو في نهائي كأس ملكة إسبانيا 2019-20، والذي تم تأجيله لمدة عام عن المعتاد بسبب انتشار فيروس كوفيد-19. تمكنت بونماتي من تسجيل الهدف الثاني لبرشلونة من تسديدة داخل منطقة الجزاء، بفضل أدائها المميز حصلت على لقب أفضل لاعبة في نهائي كأس الملكة.
في نصف نهائي دوري أبطال أوروبا لذلك الموسم، قدمت بونماتي تمريرة حاسمة لجينيفر هيرموسو التي عادلت النتيجة لفريق برشلونة في مباراة الذهاب ضد باريس سان جيرمان للسيدات. فيما تمكن فاز برشلونة في مباراة الإياب ضد باريس سان جيرمان بنتيجة 2-1، حيث بدأت المباراة وخرجت في الدقيقة 79 لصالح أسيسات أوشوالا. في 16 مايو 2021، بدأت نهائي دوري أبطال أوروبا للمرة الثانية، هذه المرة ضد تشيلسي. سجلت هدفًا من كرة من أليكسيا بوتيلاس بمراوغة جيس كارتر، مما أعطى برشلونة التقدم 3-0 في الدقيقة 21. أنهى برشلونة المباراة كأبطال بفوز ساحق 4-0، وحصلت بونماتي على جائزة أفضل لاعبة في نهائي دوري أبطال أوروبا عن أدائها في المباراة. كما تم التصويت على هدفها كخامس أفضل هدف في البطولة، وتم ضمها إلى تشكيلة الموسم لدوري أبطال أوروبا للسيدات لأول مرة. في وقت لاحق من العام، تم إدراج بونماتي كمرشحة لجائزة أفضل لاعبة وسط في دوري أبطال أوروبا للسيدات.
بعد الموسم، كان الطلب على بونماتي كبيرًا وتلقت عروض انتقال من فرق في إنجلترا وفرنسا وألمانيا. في يونيو 2021، ورد أن ليون عرض مضاعفة راتب بونماتي أربعة أضعاف إلى جانب دفع رسوم انتقال لبرشلونة بقيمة 500000 يورو - ضعف الرقم القياسي العالمي في ذلك الوقت - مقابلها؛ على الرغم من أن برشلونة كانت تمر بفترة من عدم اليقين الاقتصادي، إلا أن النادي ولا بونماتي لم يرغبا في انتقالها. في 29 سبتمبر 2021، سجلت بونماتي هدفها الأول في موسم 2021-22 حيث سجلت الهدف الرابع في فوز برشلونة 8-0 في الدوري على فياريال. في 17 أكتوبر، سجلت ثنائية في مرمى سبورتينج دي هويلفا في المباراة التي انتهت بفوز الفريق بنتيجة 5-0. وسجلت أول أهدافها في دوري أبطال أوروبا للسيدات 2021-22 هذا الموسم عندما سجلت أول أهدافها في مرمى هوفنهايم 1899 في المباراة التي انتهت بفوز الفريق 5-0. في 31 ديسمبر، جددت بونماتي عقدها مع برشلونة حتى يونيو 2025.
في 8 يناير 2022، تعرضت لإصابة في ساقها اليمنى في الدقيقة 30 في مباراة ضد غرناطة تينيريفي واستبعدت لمدة شهر تقريباً. في 23 يناير، فاز برشلونة ببطولة سوبر إسبانيا للسيدات بينما كانت غائبة عن الملاعب بسبب الإصابة. في 6 فبراير، احتفلت بعودتها من الإصابة بتسجيلها الهدف الأخير في الفوز 7-0 على إيبار. في 30 مارس، سجلت هدف التعادل الثاني في الفوز 5-2 (8-3 في مجموع المباراتين) على ريال مدريد في مباراة الإياب من ربع نهائي دوري أبطال أوروبا لكرة القدم التي أقيمت على ملعب كامب نو أمام 91,553 متفرجاً. بعد بضعة أسابيع، في 22 أبريل، في نفس الملعب وأمام عدد قياسي من الجماهير بلغ 91,648 متفرج، افتتحت التسجيل لبرشلونة في الدقيقة 3 في الدقيقة 3 في الفوز 5-1 على نادي فولفسبورغ للسيدات في ذهاب نصف نهائي دوري أبطال أوروبا. في 8 مايو، سجلت هاتريك في الفوز 6-1 على رايو فاليكانو فامينيونو. بعد ذلك بأسبوع، سجلت الهدف الثاني في الفوز 2-1 على أتلتيكو مدريد في المباراة الأخيرة في الدوري هذا الموسم، قبل أن يتم طردها في الدقائق الأخيرة من المباراة، حيث فاز فريقها بالدوري محققاً العلامة الكاملة. في 21 مايو، لعبت أساسياً في نهائي دوري أبطال أوروبا عندما خسر برشلونة 1-3 أمام ليون. في 25 مايو، سجلت الهدف الثاني على ريال مدريد في نهائي كأس ملكة إسبانيا 2021-22. بعدها بأربعة أيام، شاركت في نهائي كأس الملك، حيث فاز برشلونة 6-1 على سبورتينج هويلفا ليفوز باللقب.
قبل انطلاق موسم 2022-2023، أصيبت زميلتها أليكسيا بوتياس بتمزق في الرباط الصليبي الأمامي، مما أدى إلى استبدالها ببونماتي في برشلونة. في مركز خط الوسط الهجومي، قدمت بونماتي ما وصف بأنه "أفضل موسم على الإطلاق". فازت بجميع البطولات التي شاركت فيها فرقها، وحصلت على لقب أفضل لاعبة في كل بطولة، وحصلت على جائزة أفضل لاعبة في أوروبا وجائزة الكرة الذهبية للسيدات عن الموسم. لم يسبق لأي لاعب سواءً كانت رجلاً أو امرأة، أن حققت موسمًا أكثر تميزًا من هذا الموسم.
في موسم 2023-24 احتفظت بونماتي بمركز لاعبة الوسط الهجومي، مع عودة القائدة أليكسيا بوتيلاس لكنها لعبت أكثر كمهاجمة للاستفادة القصوى من نقاط قوة الفريق بأكمله. ضمن مسابقة الدوري لعبت بونماتي في 4 مايو 2024، كامل مباراة الجولة السادسة والعشرين التي انتهت بفوز سيدات برشلونة بنتيجة 4-1 على غرناطة ويحسم منافسة الدوري الإسباني وليرفع الفريق لقبه الخامس على التوالي في الدوري. في 18 مايو، فاز برشلونة بنتيجة ثماني أهداف دون مقابل على ريال سوسيداد في نهائي كأس ملكة إسبانيا 2023-24. ضمن المسابقة الأوروبية واصل الفريق طريقه إلى نهائي دوري أبطال أوروبا للسيدات 2024 في 25 مايو سان ماميس، بلباو، افتتحت بونماتي التسجيل لفريق برشلونة في الدقيقة 63 من الشوط الثاني وتضيف زميلتها بوتياس هدف الفوز الثاني ليحقق نادي برشلونة لقب دوري أبطال أوروبا الثالث (والثاني على التوالي)؛ وبذلك حقق برشلونة الثلاثية القارية الثانية والرباعية القارية الأولى. تم اختيار بونماتي كأفضل لاعبة في النهائي والبطولة ككل، حيث سجلت ستة أهداف وست تمريرات حاسمة لتكون أيضًا أفضل مساهمة في الأهداف. وتفوقت في مسابقات أخرى، وحصلت على تقييم مثالي 10 نقاط للموسم من قبل مجلة سبورت، مما يشير إلى أنها كانت المرشحة للفوز بمزيد من الألقاب الفردية.

## المسيرة الدولية

### منتخبات إسبانيا للشباب
لعبت بونماتي في جميع فئات الناشئين في منتخب إسبانيا لكرة القدم للسيدات، بما في ذلك منتخبات تحت 17 عامًا، وتحت 19 عامًا، وتحت 20 عامًا.
في سن 15 عاماً، تم استدعاؤها ضمن تشكيلة إسبانيا للمشاركة في 2014 تحت 17 سنة. سجلت أول أهدافها مع المنتخب الوطني للسيدات تحت 17 سنة بثنائية في مرمى ألمانيا في الفوز 4-0 في دور المجموعات، مما ساعد إسبانيا على احتلال المركز الأول في المجموعة الثانية، وصل منتخب إسبانيا إلى الدور نصف النهائي بعد فوزها 2-1 على إنجلترا. وصلت بونماي إلى المباراة النهائية حيث لعبت أساسياً في المباراة، لكنها في النهاية احتلت وصافة البطولة حيث خسرت إسبانيا أمام ألمانيا بركلات الترجيح.
بعد أشهر، شاركت في كأس العالم للسيدات تحت 17 سنة 2014 حيث شاركت كلاعبة، في الدور نصف النهائي، كانت بونماتي بديلة في الشوط الثاني ضد إيطاليا، حيث تقدمت إسبانيا بعد هزيمتها 2-0. تم استبدال بونماتي في الدقيقة 53 من المباراة النهائية، حيث خسرت إسبانيا 0-2 أمام اليابان. بالإضافة إلى ذلك، كانت عضواً في فريق إسبانيا تحت 17 سنة الذي فاز في بطولة أمم أوروبا للسيدات تحت 17 سنة 2015. في دور المجموعات، سجلت هدفها الأول والوحيد في البطولة في الفوز 4-0 على ألمانيا. احتلت إسبانيا المركز الأول في المجموعة الأولى حيث واجهت بعد ذلك فرنسا في الدور نصف النهائي. بدأت ولعبت خلال الوقت الإضافي حيث انتهت المباراة بركلات الترجيح. حوّلت ركلة الترجيح التي سددتها إلى ركلات الترجيح لتنتهي المباراة بنتيجة 4-3 وتتأهل إلى النهائي ضد سويسرا. بفوزها بنتيجة 5-2 في المباراة النهائية، حصلت بونماتي على لقبها الدولي الأول وتم اختيارها لاحقًا لفريق البطولة لأدائها المتميز طوال المسابقة.
كانت بونماتي جزءًا من فريق فريق إسبانيا تحت 19 سنة الذي فاز ببطولة بطولة أمم أوروبا للسيدات تحت 19 سنة 2017. أُجبرت على الغياب عن أول ثلاث مباريات في دور المجموعات بعد حصولها على بطاقة حمراء مباشرة في مباراة التصفيات ضد بلجيكا. شاركت في أول ظهور لها في البطولة كقائدة في الدور نصف النهائي ضد هولندا. تأهلت إسبانيا إلى المباراة النهائية ضد فرنسا بفوزها 3-2. بدأت بونماي وقادت الفريق إلى الفوز على فرنسا لتقطع سلسلة من ثلاث هزائم متتالية لإسبانيا في النهائيات في كأس الأمم الأوروبية تحت 19 سنة. وبإنجازها هذا، حصلت على لقبها الدولي الثاني حيث كانت إسبانيا واحدة من ثلاثة منتخبات أوروبية تأهلت إلى كأس العالم للسيدات تحت 20 سنة 2018.
تم اختيار بونماتي مرة أخرى قائدًة للفريق في كأس العالم للسيدات تحت 20 سنة 2018. في المجموعة الثالثة، حققت إسبانيا فوزين على اليابان وباراغواي. احتلن المركز الأول في المجموعة بعد أن فرضن التعادل على الولايات المتحدة، ليخرجن من البطولة في دور المجموعات للمرة الأولى. حصلت بوناتي على لقب أفضل لاعبة ”تجرأ على التألق“ في المباراة. في ربع النهائي، سجلت هدفين ضد نيجيريا، لكن الهدف الثاني لم يُحتسب على الرغم من أن الإعادة التلفزيونية أظهرت أن الهدف تجاوز خط المرمى. فازت إسبانيا بتلك المباراة بنتيجة 2-1 ووصلت إلى نصف نهائي البطولة ضد فرنسا. بدأت بونماتي المباراة لكنها طُردت ببطاقة صفراء ثانية بعد تدخلها على سلمى باشا لاعبة فرنسا - وهي البطاقة الحمراء الوحيدة في البطولة بأكملها. حتى طردها، كانت قد لعبت كل دقيقة من البطولة. انتهت المباراة بفوز إسبانيا، لكن تم إيقاف بونماتي عن المباراة النهائية حيث خسرت إسبانيا 1-3 أمام اليابان.
لدى بونماتي أيضًا مشاركات مع منتخب كتالونيا الوطني لكرة القدم تحت 18 و16 عامًا.

#### منتخب سبانيا
في نوفمبر 2017، منح المدرب خورخي فيلدا بونماتي، أول استدعاء لها للمنتخب الوطني الأول للمشاركة في مباراتين تصفيات كأس العالم للسيدات 2019 - المجموعة السابعة في الاتحاد الأوروبي لكرة القدم. ظهرت لأول مرة مع منتخب إسبانيا في مباراته الأولى مع منتخب إسبانيا الأول لكرة القدم للسيدات أمام النمسا، حيث دخلت بديلة لأماندا سامبيدرو في الدقيقة 53. جاءت أول تجربة لبونماتي في بطولة دولية كبيرة في فبراير 2018 عندما تم استدعاؤها للمشاركة في كأس قبرص للسيدات 2018. شاركت في مباريات محدودة طوال البطولة، ولكن مع فوز إسبانيا في مباراة تحديد المركز الأول على منتخب إيطاليا لكرة القدم للسيدات، حصلت على أول لقب لها مع المنتخب الإسباني الأول. في مايو 2019، تم اختيار بونماي ضمن 2019. وشاركت في مباراتين في دور المجموعات، حيث حقق المنتخب الإسباني الفوز على جنوب أفريقيا والخسارة أمام ألمانيا. احتلت إسبانيا المركز الثاني في المجموعة الأولى وبلغت الأدوار الإقصائية في كأس العالم للسيدات للمرة الأولى في تاريخها. لكنه خسارة مباراة دور 16 من أمام الولايات المتحدة بنتيجة هدفين مقابل هدف للمنتخب الإسباني.
في وقت لاحق من ذلك العام، شاركت بوناتي في كل من مباريات إسبانيا في المجموعة الرابعة من تصفيات كأس الأمم الأوروبية للسيدات المؤهلة لكأس الأمم الأوروبية للسيدات 2021، وأنهت مرحلة التصفيات بستة أهداف. تم اختيار بونماتي في تشكيلة إسبانيا في كأس شي بيليفز 2020 التي أقيمت في مارس 2020. شاركت في مباراتين من أصل ثلاث مباريات حيث احتلت إسبانيا المركز الثاني خلف الولايات المتحدة المضيفة. في 25 نوفمبر 2021، سجلت بوناتي هدفين في المباراة التي انتهت بفوز المنتخب الإسباني بنتيجة 12 هدف دون مقابل على فريق جزر فارو الوطني لكرة القدم للسيدات في مباراة تصفيات كأس العالم للسيدات 2023 - المجموعة الثانية من تصفيات كأس العالم 2023. وبعد خمسة أيام، أحرزت هدفين آخرين في مرمى منتخب اسكتلندا.
كانت من بين لاس 15، وهي مجموعة من اللاعبات اللاتي اعتذرن عن المشاركة في المباريات الدولية في سبتمبر 2022 بسبب عدم رضاهن عن تنظيم المنتخب. ووصفت الإضراب بأنه كان صعباً، بسبب خسارة الأموال والرعاة و”قتلها في الصحافة“، لكنها كانت تعلم أن الأمور يجب أن تتغير. خلال موسم 2022-23، عقدت بونمائي اجتماعات مع الاتحاد حيث تلقت اعترافًا بالمظالم ووعودًا بالتغيير، مما أدى إلى عودتها إلى المنتخب قبل كأس العالم للسيدات 2023. كانت واحدة من ثلاثة لاعبات ضمن المجموعة الخمسة عشر الذين تم استدعاؤهم لكأس العالم.
في 21 يوليو 2023، في المباراة الافتتاحية لإسبانيا في كأس العالم، سجلت الهدف الثاني في فوزها 3-0 على كوستاريكا. في 5 أغسطس، سجلت بونماي هدفين وصنعت هدفين في فوز إسبانيا 5-1 على منتخب سويسرا لكرة القدم للسيدات في دور الثمانية. في 20 أغسطس، بعد فوز إسبانيا على إنجلترا بنتيجة 1-0 في نهائي كأس العالم للسيدات 2023، اختيرت بوناتي أفضل لاعبة في البطولة، وحصلت على جائزة الكرة الذهبية خلال حفل توزيع جوائز نهاية البطولة. في 28 فبراير، سجلت بونماي الهدف الافتتاحي في الفوز 2-0 على فرنسا في نهائي دوري الأمم الأوروبية للسيدات 2023-24 في إشبيلية لتحرز هي وإسبانيا اللقب الدولي الثاني لها ولإسبانيا.

## إحصائيات

### مع النادي
آخر تحديث لعبت المباراة في 25 يناير 2025.
| النادي  | الموسم  | الدوري        | الدوري | الدوري  | الكأس الوطنية | الكأس الوطنية | دوري أبطال | دوري أبطال | أخرى | أخرى    | الإجمالي | الإجمالي |
| النادي  | الموسم  | القسم         | لعب    | الأهداف | لعب           | الأهداف       | لعب        | الأهداف    | لعب  | الأهداف | لعب      | الأهداف  |
| ------- | ------- | ------------- | ------ | ------- | ------------- | ------------- | ---------- | ---------- | ---- | ------- | -------- | -------- |
| برشلونة | 2015–16 | الدرجة الأولى | 0      | 0       | 3             | 0             | 0          | 0          | –    | –       | 3        | 0        |
| برشلونة | 2016–17 | الدرجة الأولى | 13     | 2       | 1             | 1             | 2          | 0          | –    | –       | 16       | 3        |
| برشلونة | 2017–18 | الدرجة الأولى | 15     | 0       | 3             | 0             | 2          | 1          | –    | –       | 20       | 1        |
| برشلونة | 2018–19 | الدرجة الأولى | 27     | 12      | 3             | 0             | 7          | 1          | –    | –       | 37       | 13       |
| برشلونة | 2019–20 | الدرجة الأولى | 20     | 5       | 4             | 2             | 5          | 2          | 2    | 0       | 31       | 9        |
| برشلونة | 2020–21 | الدرجة الأولى | 31     | 10      | 2             | 0             | 9          | 3          | 1    | 0       | 43       | 13       |
| برشلونة | 2021–22 | الدرجة الأولى | 25     | 13      | 4             | 1             | 10         | 4          | 0    | 0       | 39       | 18       |
| برشلونة | 2022–23 | الدرجة الأولى | 23     | 10      | 1             | 2             | 11         | 5          | 2    | 2       | 37       | 19       |
| برشلونة | 2023–24 | الدرجة الأولى | 24     | 8       | 4             | 4             | 11         | 6          | 2    | 1       | 41       | 19       |
| برشلونة | 2024–25 | الدرجة الأولى | 14     | 6       | 1             | 0             | 6          | 3          | 1    | 0       | 23       | 9        |
| إجمالي  | إجمالي  | إجمالي        | 192    | 66      | 26            | 10            | 63         | 25         | 8    | 3       | 289      | 104      |

1. 1 2 3 4  الظهور في كأس السوبر الإسباني للسيدات

### مشاركاتها الدولية
| المنتخب الوطني                   | عام     | اللعب | الأهداف |
| -------------------------------- | ------- | ----- | ------- |
| منتخب إسبانيا لكرة القدم للسيدات | 2017    | 1     | 0       |
| منتخب إسبانيا لكرة القدم للسيدات | 2018    | 6     | 0       |
| منتخب إسبانيا لكرة القدم للسيدات | 2019    | 12    | 4       |
| منتخب إسبانيا لكرة القدم للسيدات | 2020    | 5     | 3       |
| منتخب إسبانيا لكرة القدم للسيدات | 2021    | 11    | 7       |
| منتخب إسبانيا لكرة القدم للسيدات | 2022    | 11    | 2       |
| منتخب إسبانيا لكرة القدم للسيدات | 2023    | 14    | 5       |
| منتخب إسبانيا لكرة القدم للسيدات | 2024    | 12    | 7       |
| منتخب إسبانيا لكرة القدم للسيدات | 2025    | 4     | 2       |
| المجموع                          | المجموع | 76    | 30      |

 آخر تحديث المباراة لعبت في 8 أبريل 2025.

### أهدافها الدولية
* قائمة النتائج والأهداف التي أحرزها أيتانا بونماتي مع منتخب إسبانيا، يشير عمود النتيجة إلى "نتيجة المباراة" بعد كل هدف سجله بونماتي.
| رقم | التاريخ        | مكان المباراة               | الخصم          | النتيجة | النتيجة | المسابقة                                  |
| --- | -------------- | --------------------------- | -------------- | ------- | ------- | ----------------------------------------- |
| 1   | 9 أبريل 2019   | سويندون، إنجلترا            | إنجلترا        | 1–2     | 1–2     | مباراة ودية                               |
| 2   | 4 أكتوبر 2019  | لا كورونيا، إسبانيا         | أذربيجان       | 3–0     | 4–0     | تصفيات بطولة أمم أوروبا للسيدات 2021      |
| 3   | 4 أكتوبر 2019  | لا كورونيا، إسبانيا         | أذربيجان       | 4–0     | 4–0     | تصفيات بطولة أمم أوروبا للسيدات 2021      |
| 4   | 8 أكتوبر 2019  | براغ، جمهورية التشيك        | جمهورية التشيك | 3–0     | 5–1     | تصفيات بطولة أمم أوروبا للسيدات 2021      |
| 5   | 23 أكتوبر 2020 | إشبيلية، إسبانيا            | جمهورية التشيك | 3–0     | 4–0     | تصفيات بطولة أمم أوروبا للسيدات 2021      |
| 6   | 27 نوفمبر 2020 | لاس روزاس دي مدريد، إسبانيا | مولدوفا        | 1–0     | 10–0    | تصفيات بطولة أمم أوروبا للسيدات 2021      |
| 7   | 27 نوفمبر 2020 | لاس روزاس دي مدريد، إسبانيا | مولدوفا        | 5–0     | 10–0    | تصفيات بطولة أمم أوروبا للسيدات 2021      |
| 8   | 10 يونيو 2021  | ألكوركون، إسبانيا           | بلجيكا         | 3–0     | 3–0     | مباراة ودية                               |
| 9   | 15 يونيو 2021  | ألكوركون، إسبانيا           | الدنمارك       | 1–0     | 3–0     | مباراة ودية                               |
| 10  | 15 يونيو 2021  | ألكوركون، إسبانيا           | الدنمارك       | 3–0     | 3–0     | مباراة ودية                               |
| 11  | 25 نوفمبر 2021 | إشبيلية، إسبانيا            | جزر فارو       | 2–0     | 12–0    | تصفيات كأس العالم للسيدات 2023            |
| 12  | 25 نوفمبر 2021 | إشبيلية، إسبانيا            | جزر فارو       | 6–0     | 12–0    | تصفيات كأس العالم للسيدات 2023            |
| 13  | 30 نوفمبر 2021 | إشبيلية، إسبانيا            | إسكتلندا       | 3–0     | 8–0     | تصفيات كأس العالم للسيدات 2023            |
| 14  | 30 نوفمبر 2021 | إشبيلية، إسبانيا            | إسكتلندا       | 5–0     | 8–0     | تصفيات كأس العالم للسيدات 2023            |
| 15  | 25 يونيو 2022  | هويلفا، إسبانيا             | أستراليا       | 1–0     | 7–0     | مباراة ودية                               |
| 16  | 8 يوليو 2022   | ميلتون كينز، إنجلترا        | فنلندا         | 2–1     | 4–1     | بطولة أمم أوروبا للسيدات 2022             |
| 17  | 21 يوليو 2023  | ويلينغتون، نيوزيلندا        | كوستاريكا      | 2–0     | 3–0     | كأس العالم للسيدات 2023                   |
| 18  | 5 أغسطس 2023   | أوكلاند، نيوزيلندا          | سويسرا         | 1–0     | 5–1     | كأس العالم للسيدات 2023                   |
| 19  | 5 أغسطس 2023   | أوكلاند، نيوزيلندا          | سويسرا         | 3–1     | 5–1     | كأس العالم للسيدات 2023                   |
| 20  | 26 سبتمبر 2023 | قرطبة، إسبانيا              | سويسرا         | 2–0     | 5–0     | دوري الأمم الأوروبية للسيدات 2023–24      |
| 21  | 26 سبتمبر 2023 | قرطبة، إسبانيا              | سويسرا         | 3–0     | 5–0     | دوري الأمم الأوروبية للسيدات 2023–24      |
| 22  | 23 فبراير 2024 | إشبيلية، إسبانيا            | هولندا         | 2–0     | 3–0     | نهائيات دوري الأمم الأوروبية للسيدات 2024 |
| 23  | 28 فبراير 2024 | إشبيلية، إسبانيا            | فرنسا          | 1–0     | 2–0     | نهائيات دوري الأمم الأوروبية للسيدات 2024 |
| 24  | 12 يوليو 2024  | خوموتوف، جمهورية التشيك     | جمهورية التشيك | 1–0     | 1–2     | تصفيات بطولة أمم أوروبا للسيدات 2025      |
| 25  | 16 يوليو 2024  | لا كورونيا، إسبانيا         | بلجيكا         | 1–0     | 2–0     | تصفيات بطولة أمم أوروبا للسيدات 2025      |
| 26  | 25 يوليو 2024  | نانت، فرنسا                 | اليابان        | 1–1     | 2–1     | دورة الألعاب الأولمبية الصيفية 2024       |
| 27  | 29 نوفمبر 2024 | قرطاجنة، إسبانيا            | كوريا الجنوبية | 3–0     | 5–0     | مباراة ودية                               |
| 28  | 3 ديسمبر 2024  | نيس، فرنسا                  | فرنسا          | 1–0     | 4–2     | مباراة ودية                               |
| 29  | 8 أبريل 2025   | فيغو، إسبانيا               | البرتغال       | 2–0     | 7–1     | دوري الأمم الأوروبية للسيدات 2025         |
| 30  | 8 أبريل 2025   | فيغو، إسبانيا               | البرتغال       | 3–0     | 7–1     | دوري الأمم الأوروبية للسيدات 2025         |

## الإنجازات
فريق برشلونة ب

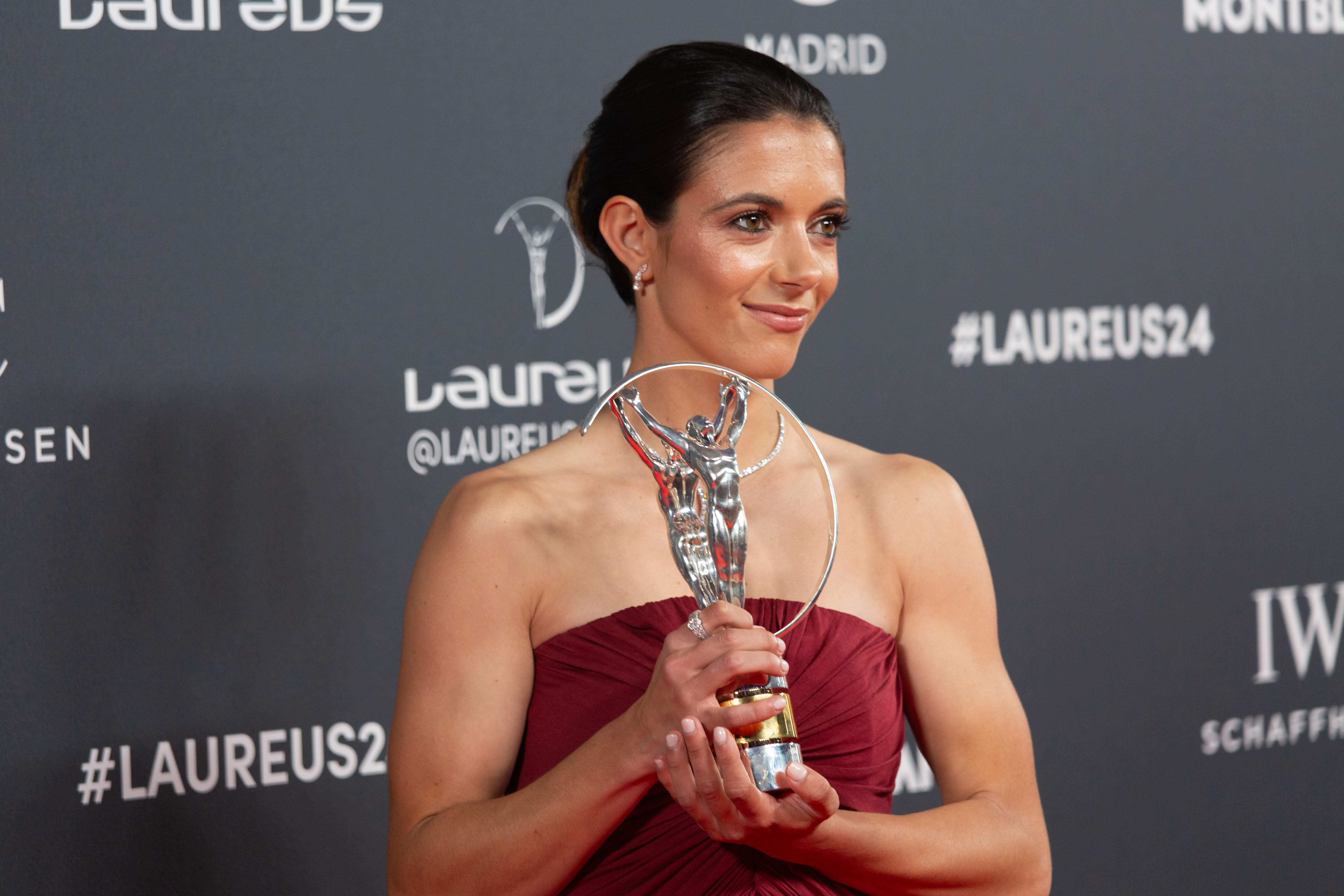
بونماتي مع جائزة لوريوس العالمية للرياضة

- دوري الدرجة الثانية: 2015–16 (المجموعة الثالثة)

برشلونة
- الدوري الإسباني لكرة القدم للسيدات: 2019–20، 2020–21، 2021–22، 2022–23، 2023–24، 2024–25
- دوري أبطال أوروبا للسيدات: 2020-21، 2023-24
- كأس الملكة: 2017، 2018، 2019–20، 2020–21، 2021–22، 2023–24
- كأس السوبر الإسباني للسيدات: 2019–20: 2021–22، 2022–23، 2023–24، 2024–25
- كوبا كتالونيا: 2016، 2017، 2018، 2019

منتخب إسبانيا تحت 17 سنة
- بطولة أمم أوروبا تحت 17 سنة للسيدات: 2015؛ 2014 (المركز الثاني)
- كأس العالم للسيدات تحت 17 سنة لكرة القدم: 2014 (المركز الثاني)

منتخب إسبانيا تحت 19 سنة
- بطولة أمم أوروبا للسيدات تحت 19 سنة: 2017؛ 2016 (المركز الثاني)

منتخب إسبانيا تحت 20 سنة
- كأس العالم للسيدات تحت 20 سنة: 2018 (المركز الثاني)

منتخب إسبانيا
- كأس العالم للسيدات: 2023[122]
- دوري الأمم الأوروبية للسيدات: 2023–24[123]

جوائز فردية
- أفضل لاعبة فيفا: 2023،[124] 2024[13]
- الكرة الذهبية للسيدات: 2023,[125] 2024
- جائزة لوريوس العالمية للرياضة في العام: 2024[126]
- جائزة أفضل لاعبة ذهبية: 2023،[127] 2024[128]
- الكرة الذهبية لكأس العالم للسيدات: 2023[129]
- أفضل لاعبة في أوروبا: 2022–23[130]
- لاعبة الموسم في دوري أبطال أوروبا للسيدات: 2022–23، 2023–24،[131] 2024–25[132]
- فريق بطولة أوروبا للسيدات: 2022[133]
- أفضل لاعبة في العام حسب الاتحاد الدولي لتاريخ وإحصاءات كرة القدم: 2023،[134] 2024[135]
- صانعة ألعاب العام للسيدات وفقًا للاتحاد الدولي لتاريخ وإحصائيات كرة القدم: 2023،[136] 2024[137]
- فريق بطولة أمم أوروبا تحت 17 سنة للسيدات : 2015
- أفضل لاعب في نهائي كأس الملكة: 2019–20
- أفضل لاعب في نهائي كأس السوبر الإسباني للسيدات : 2022–23
- أفضل لاعب كتالوني للعام: 2019[65]
- دوري أبطال أوروبا للسيدات أفضل لاعبة في النهائي: 2021، 2024[138]
- دوري أبطال أوروبا للسيدات تشكيلة الموسم: 2020–21، 2022–23، 2023–24[139] 2024–25[140]
- جائزة لاعبي برشلونة (جائزة لاعبي برشلونة): 2020–21،[141] 2021–22,[142] 2022–23,[143] 2023–24[144]
- فريق العالم للسيدات التابع للاتحاد الدولي لتاريخ وإحصاءات كرة القدم: 2021،[145] 2022,[146] 2023,[147] 2024[148]
- أفضل لاعبة في العالم من وورلد سوكر: 2023، 2024[149][150]
- أفضل لاعبة في العام من غلوب سوكر: 2023[151]
- أفضل 11 لاعبة عالمية: 2023،[152] 2024[153]
- فريق السيدات في الاتحاد الأوروبي لكرة القدم من الاتحاد الدولي لتاريخ وإحصاءات كرة القدم : 2021،[154] 2022،[155] 2023،[156] 2024[157]
- دوري الأمم الأوروبية للسيدات لاعبة النهائيات: 2024[158]
- أفضل تشكيلة لكرة القدم للسيدات: 2024[159]

تكريميات أخرى
في نوفمبر 2023، تم ترشيح بونماتي لقائمة 100 امرأة التابعة لهيئة الإذاعة البريطانية.

## روابط خارجية
- ايتانا بونماتي على موقع الاتحاد الدولي (مؤرشف)  (الإنجليزية)
- ايتانا بونماتي على موقع الاتحاد الأوربي (الإنجليزية)
- ايتانا بونماتي على موقع إي إس بي إن إف سي (الإنجليزية)
- ايتانا بونماتي على موقع قاعدة بيانات كرة القدم.إي يو (الإنجليزية)
- ايتانا بونماتي على موقع Soccerway.com (الإنجليزية)
- ايتانا بونماتي على موقع عالم كرة القدم.نت (الإنجليزية)
- ايتانا بونماتي على موقع اللجنة الأولمبية الدولية (الإنجليزية)